# Inna Čurikovová
Inna Čurikovová (rusky: И́нна Миха́йловна Чу́рикова, Inna Michajlovna Čurikova; 5. října 1943 Belebej, SSSR – 14. ledna 2023 Moskva, Rusko) byla sovětská a ruská divadelní a filmová herečka, národní umělkyně Sovětského svazu, držitelka státního vyznamenání Ruska. Nejslavnější filmové role: Marfuška (Mrazík/Морозко), Johanka z Arku (Začátek/Начало), Jakobína von Dutten (Týž Baron Prášil/Тот самый Мюнхгаузен), generálka Jepančina (Idiot/Идиот) a další.

## Životopis
Narodila se 5. října 1943 v baškirském městě Belebej v Sovětském svazu. V roce 1965 absolvovala Divadelní učiliště M. S. Ščepkina a v témž roce byla přijata do souboru moskevského Divadla mladého diváka. V roce 1968 z divadla odešla a působila na volné noze. Od roku 1973 získala angažmá v moskevském Divadle leninského komsomolu (od roku 1990 – divadlo Lenkom).
Ve filmu debutovala v roce 1960 (Mraky nad Borskem/Тучи над Борском), dále následovaly komicky laděné epizodní role ve filmech režisérů G. Daněliji, E. Keosajana a dalších. Z těchto menších rolí je nejslavnější především postava Marfuši v pohádce Mrazík (1964), kterou režíroval Alexandr Rou.
Svých prvních velkých rolí se však dočkala až v letech 1967–1970, kdy byl natočen Začátek a další filmy režiséra a později manžela Čurikovy Gleba Panfilova. Dalšími společnými filmy se později staly: Vassa/Васса (1983), Matka/Мать (1990) – ceny Felix a Nika a také ocenění na MFF v Cannes. Další důležité filmové role: Týž Baron Prášil/Тот самый Мюнхгаузен režiséra M. Zacharova, Válečná romance/Военно-полевой роман režiséra P. Todorovského, Kurýr/Курьер od K. Šachnarazova, Slepička Rjaba/Курочка Ряба od A. Končalovského.
V letech 2007–2009 byla předsedkyní Mezinárodního filmového festivalu Andreje Tarkovského Zrcadlo (Зеркало), který se každoročně koná v ruském městě Ivanovo. Je též členkou ruské Akademie filmového umění Nika.
Za roli Marfuši obdržela od českého velvyslance Jaroslava Bašty stříbrnou Masarykovu medaili.
Dne 14. ledna 2023 Inna Čurikovová zemřela v moskevské nemocnici na zástavu srdce.

## Divadelní role
výběr
- Sára v Čechovově Ivanovovi
- Ofélie v Shakespearovu Hamletovi
- Nela v Gorinově Thylovi
- Ira ve hře Tři dívky v modrém
- a další

## Filmové role
výběr
- Mraky nad Borskem/Тучи над Борском (1960)
- Mrazík/Морозко (1964)
- Vassa/Васса (1983)
- Matka/Мать (1990)
- Týž Baron Prášil/Тот самый Мюнхгаузен (1979)
- Válečná romance/Военно-полевой роман (1983)
- Kurýr/Курьер (1986)
- Slepička Rjaba/Курочка Ряба (1994)
- a další

## Ocenění
- 1977 – zasloužilá umělkyně Ruska
- 1985 – národní umělkyně Ruska
- 1991 – národní umělkyně SSSR
- 1996 – státní vyznamenání Ruska
- 2010 – důstojník, Řád umění a literatury (Francie)
- 2018 – rytíř řádu Za zásluhy o vlast (1. třída)[2]
- a další

## Dokumentární filmy
V roce 2013 byl k 70. narozeninám herečky natočen film Inna Čurikova. Princezna ne, ty jsi královna! (rusky) (režisér Andrej Lukov, Rusko)